# Super Castlevania IV
Super Castlevania IV, in Giappone Akumajō Dorakyura (悪魔城ドラキュラ?, Akumajō Dorakyura, lett. "Dracula del castello del Diavolo"), è un gioco platform sviluppato e pubblicato da Konami, nonché il primo gioco della serie di Castlevania per Super Nintendo. Inoltre, è un remake del primo Castlevania, il cui protagonista è Simon Belmont. Nonostante ciò, il gioco presenta livelli completamente nuovi, grafica a 16-bit e una colonna sonora composta da pezzi totalmente nuovi misti a remix delle tracce più conosciute dei precedenti capitoli. Il 29 dicembre 2006 la Nintendo ha reso disponibile in Europa il download del gioco sul canale Virtual Console del Nintendo Wii, mentre in America era già disponibile dal 25 dicembre. Il gioco è inoltre presente nelle versioni americane ed europee del Nintendo Classic Mini: Super Nintendo Entertainment System. Il gioco è incluso nella Castlevania Anniversary Collection, rilasciata il 16 maggio 2019 per Nintendo Switch, PlayStation 4, Xbox One e Microsoft Windows.

## Modalità di gioco
Lo schema dei controlli è stato espanso dai precedenti capitoli. Il giocatore ora ha la possibilità di colpire con la frusta in otto direzioni e inoltre, tenendo premuto il tasto per attaccare, Simon lascerà penzolare la frusta. Una volta in questo stato, la frusta può esser fatta roteare, in modo tale da parare i proiettili nemici. Un'altra aggiunta importante è quella di potersi agganciare a degli appigli con la frusta e dondolarsi usandola come una liana, in modo da superare precipizi e burroni.
Come negli altri Castlevania, Simon può usare un'arma secondaria, che può variare tra l'ascia, il crocifisso, l'acqua santa, i pugnali e l'orologio ferma tempo; queste armi secondarie richiedono dei cuori per poter essere usate. I suddetti cuori possono essere raccolti distruggendo le candele, le statue o alcuni nemici. Per usare queste armi si deve premere il tasto dorsale R, anziché la più classica combinazione di tasti "su" più "attacco". La potenza e la lunghezza della frusta può essere aumentata come nei vecchi giochi, raccogliendo dei power-up nascosti dentro le candele.
Il salto di Simon è stato reso più pratico, infatti si può cambiare direzione mentre si è a mezz'aria, rendendo più facile la possibilità di schivare gli attacchi a distanza dei nemici.

## Musiche
La colonna sonora è una commistione di pezzi che spaziano fra metal, jazz-fusion e l'elettronica postmoderna con levature di musica classica e sacrale, ed è firmata da due musicisti di Konami: Sotaro Tojima e Masanori Oodachi. Tojima, accreditato in diversi titoli come Souji Taro, firmerà inoltre alcuni brani di altri due capitoli della serie: Circle of the Moon e Curse of Darkness.

### Remix
Super Castlevania IV include nella propria colonna sonora i remix delle più famose musiche della serie. Fra queste troviamo Vampire Killer (da Castlevania) e Bloody Tears (da Simon's Quest), canzoni poi riapparse in quasi tutti gli altri capitoli. Inoltre, è presente Beginning, la musica del primo livello di Dracula's Curse.

### Musiche ricorrenti
In questo gioco si sente per la prima volta la musica Theme of Simon Belmont. Considerato il tema ufficiale del protagonista, è riapparso poi in diversi episodi successivi, primo fra tutti Castlevania Chronicles, seguito da The New Generation e Portrait of Ruin.

## Differenze regionali
Le versioni PAL e americana del gioco contengono alcune differenze con la versione giapponese, chiamata Akumajō Dracula.
- Il font usato nella versione giapponese è diverso rispetto a quello usato nelle versioni occidentali. Queste versioni usano infatti un font verde chiaro, mentre la versione orientale ne usa uno completamente diverso, molto più scuro.
- Molti degli effetti sonori, come quello della frusta, sono diversi.
- Nella versione giapponese, vi è una croce posta sulla tomba nell'introduzione del gioco. Questa croce è stata rimossa in occidente per evitare controversie di tipo religioso. Inoltre, sempre nella versione giapponese, sulla tomba si legge il nome "Dracura" (un caso di Engrish), mentre in quella occidentale il nome è stato rimpiazzato da una scritta illeggibile.
- Le statue del sesto livello, originariamente a seno nudo, sono state ridisegnate con una toga addosso.
- Il sangue grondante dal soffitto, così come le pozze di sangue, sono elementi presenti nell'ottavo livello. Nella versione occidentale, il sangue è stato ricolorato di verde, in modo da farlo diventare acido.